# Phalanger vestitus
Phalanger vestitus е вид бозайник от семейство Phalangeridae.

## Разпространение
Видът е разпространен в Индонезия и Папуа Нова Гвинея.